# Chlorophytum krookianum
Chlorophytum krookianum är en sparrisväxtart som beskrevs av Alexander Zahlbruckner. Chlorophytum krookianum ingår i släktet ampelliljor, och familjen sparrisväxter. Inga underarter finns listade i Catalogue of Life.